# Thomas Bidegain
Pour les articles homonymes, voir Bidegain.
Thomas Bidegain, né le 23 mars 1968 à Mauléon-Licharre (Pyrénées-Atlantiques), est un scénariste et réalisateur français, connu pour sa collaboration avec Jacques Audiard sur les films Un prophète et De rouille et d'os, pour lesquels il est récompensé aux César.

## Biographie

### Généralités
Thomas Bidegain est le fils de José Bidegain, né en Argentine et devenu industriel de la chaussure et patron progressiste, premier président de l'histoire du Pau Football Club. Il grandit à Paris.
Très tôt passionné de cinéma, il voit de nombreux films durant son enfance et sa jeunesse, grâce à la mère d'un ami, ouvreuse au cinéma l'Action Christine. Étudiant à l'université Paris-Dauphine, il suit un cursus d'économie et gestion, écrit en parallèle ses premiers scénarios et se débrouille pour faire ses stages dans le milieu du cinéma.
Il travaille quelque temps à Los Angeles, responsable d'un catalogue de films pour le compte d'un producteur espagnol, avant de rentrer en France où il devient responsable de la distribution chez MK2, avant de rejoindre la société Why Not Productions.

## Activités professionnelles

### Scénariste et réalisateur
Thomas Bidegain commence à collaborer avec Jacques Audiard pour le film De battre mon cœur s'est arrêté. En 2004, il cosigne son premier scénario avec Frédéric Jardin et Marion Vernoux, pour le film À boire de Marion Vernoux. Quelques années plus tard, il travaille à nouveau avec Jacques Audiard dont il va devenir le scénariste attitré. Le scénario du film Un prophète, dont l'écriture a pris trois années, lui vaut de remporter le César du meilleur scénario avec Jacques Audiard, Abdel Raouf Dafri et Nicolas Peufaillit. Trois ans plus tard, il remporte le César de la meilleure adaptation avec Jacques Audiard pour De rouille et d'os.
En 2015, il réalise son premier film, Les Cowboys, avec dans le rôle principal François Damiens qu'il a rencontré lors d'une soirée des César. Sur la bande originale du film, Thomas Bidegain interprète la chanson Smalltown Boy de Bronski Beat.
Il copréside en 2020 la Société des réalisateurs de films avec Lucie Borleteau et Vergine Keaton.
En 2021, il crée la société de production 687.
En 2023, il réalise le film Soudain seuls avec Mélanie Thierry et Gilles Lelouche. 
En 2024, il collabore à l'écriture du scénario d'Emilia Perez de Jacques Audiard. Le film est un grand succès.
Il annonce avoir le projet d'adapter au cinéma Voyage au bout de la nuit de Louis-Ferdinand Céline au cinéma avec Joann Sfar.

### Radio
À partir de janvier 2016, Thomas Bidegain collabore régulièrement à l'émission Si tu écoutes, j'annule tout, devenue Par Jupiter sur France Inter avec des chroniques décalées sur le story-telling puis depuis le 1er décembre 2022 dans cette même émission nouvellement intitulée C'est encore nous puis dans Le Grand Dimanche soir.

### Scène
En 2005, après avoir difficilement arrêté de fumer, il fait le récit de cette expérience dans un livre intitulé Arrêter de fumer tue, puis en tire un one-man-show qu'il joue à la Comédie des 3 Bornes à Paris. En 2010, pris par le trac avant de rentrer sur scène, il recommence à fumer. Le spectacle est repris en 2013 par le comédien Marc Susbielle.
En novembre 2016, pour la 5e édition des Pieds sur scène, la version live de l'émission de radio de France Culture Les Pieds sur terre, il relate cette histoire sur la scène du studio 106 de la Maison de la Radio. Cette 5e édition est consacrée au thème de la peur.

## Engagements et prises de position
En juillet 2018, Bidegain soutient la pétition de la Société des réalisateurs de films pour protéger le réalisateur ukrainien emprisonné Oleg Sentsov.
Il est membre du collectif 50/50 qui a pour but de promouvoir l’égalité des femmes et des hommes et la diversité dans le cinéma et l’audiovisuel,.

## Vie privée
Thomas Bidegain a partagé près de vingt ans de sa vie avec l'avocate Camille Kouchner avec qui il a eu deux enfants.

## Distinctions

### Décorations
- Officier de l'ordre des Arts et des Lettres[18]

### Récompenses
- César du cinéma 2010 : meilleur scénario original avec Jacques Audiard, Abdel Raouf Dafri et Nicolas Peufaillit pour Un prophète
- Étoiles d'or du cinéma français 2010 : meilleur scénario avec Jacques Audiard, Abdel Raouf Dafri et Nicolas Peufaillit pour Un prophète
- César du cinéma 2013 : meilleure adaptation avec Jacques Audiard pour De rouille et d'os
- Prix Lumières 2013 : meilleur scénario avec Jacques Audiard pour De rouille et d'os
- Étoiles d'or du cinéma français 2013 : meilleur scénario avec Jacques Audiard pour De rouille et d'os
- Festival international des jeunes réalisateurs de Saint-Jean-de-Luz 2015 : Chistera du meilleur réalisateur pour Les Cowboys

### Nominations
- Césars 2015 : meilleur scénario original avec Victoria Bedos, Stanislas Carré de Malberg et Éric Lartigau pour La Famille Bélier
- Césars 2016 :
  - Meilleur premier film pour Les Cowboys
  - Meilleur scénario original avec Jacques Audiard et Noé Debré pour Dheepan
- Césars 2019 : César de la meilleure adaptation avec Jacques Audiard pour Les Frères Sisters
- Oscars 2025 : Oscar du meilleur scénario adapté pour Emilia Pérez

## Filmographie

### Cinéma
- 2004 : À boire de Marion Vernoux
- 2009 : Un prophète de Jacques Audiard
- 2012 : De rouille et d'os de Jacques Audiard
- 2012 : À perdre la raison de Joachim Lafosse
- 2014 : Saint Laurent de Bertrand Bonello
- 2014 : La Famille Bélier d'Éric Lartigau
- 2014 : La Résistance de l'air de Fred Grivois
- 2015 : Les Cowboys de Thomas Bidegain
- 2015 : Dheepan de Jacques Audiard
- 2015 : Ni le ciel ni la terre de Clément Cogitore
- 2017 : Le Fidèle de Michaël R. Roskam
- 2018 : Les Frères Sisters (The Sisters Brothers) de Jacques Audiard
- 2019 : Qui a tué Lady Winsley ? de Hiner Saleem
- 2019 : La Fameuse Invasion des ours en Sicile de Lorenzo Mattotti
- 2020 : #Jesuislà d'Éric Lartigau
- 2021 : Stillwater de Tom McCarthy
- 2022 : Notre-Dame brûle de Jean-Jacques Annaud
- 2023 : Une zone à défendre de Romain Cogitore
- 2023 : Omar la fraise d'Élias Belkeddar
- 2023 : Soudain seuls de lui-même
- 2024 : Emilia Perez de Jacques Audiard

### Télévision
- 2024 : Machine, série créée avec Fred Grivois, écrite avec Valentine Monteil et réalisée par Fred Grivois. Prix de la meilleure série française au festival Séries Mania 2024.
- 2024 : Cimetière indien, série créée et écrite avec Thibault Vanhulle, réalisée par Stéphane Demoustier et Farid Bentoumi

### Réalisateur
- 2015 : Les Cowboys
- 2019 : Selfie (segment Vlog)
- 2023 : Soudain seuls

## Publication
- 2007 : Arrêter de fumer tue, Éditions de la Martinière, 2007.